# ايمانويل مودي
ايمانويل مودي (بالإنجليزية: Emmanuel Moody)‏ هو لاعب كرة قدم أمريكية أمريكي، ولد في 21 فبراير 1987 في هايدلبرغ في ألمانيا.